# Fatima Ezzahra El Mansouri
Pour les articles homonymes, voir Mansouri.
Fatima Ezzahra El Mansouri, née le 3 janvier 1976 à Marrakech, est une avocate et femme politique marocaine. Maire de Marrakech, et ministre de l’Aménagement du territoire national, de l’Urbanisme, de l’Habitat et de la Politique de la ville depuis le 7 octobre 2021. 
Elle dirige le Parti authenticité et modernité (PAM), depuis 2024, au sein d'une direction collégiale tricéphale. 
Avocate de formation, elle est plus connue pour avoir été la première femme maire élue à Marrakech en juin 2009. Elle quitte son poste en 2015 et le retrouve en 2021.

## Biographie

### Origines et études
Descendante de l'une des familles les plus connues de Marrakech, Fatima-Zahra El Mansouri est la fille de l'ancien Pacha (titre de gouverneur) de Marrakech, Abderrahmane El Mansouri.
Fatima-Zahra El  Mansouri est née en 1976 à Marrakech dans une famille originaire de la région des Rhamna, près de la ville de Benguerir. Son grand père maternel est Haj Midra, un commerçant à Marrakech d’origine Amazigh. Et elle est la petite-fille de haj Hassan El Mansouri, commerçant et agriculteur de Marrakech, originaire de la tribu des R’hamna. Il était ami du grand Caïd Layaddi, lui aussi figure emblématique de la tribu des R’hamna.  
Son père, Abderrahman El Mansouri, a été bâtonnier de l’ordre des avocats de Marrakech par  deux fois, Pacha de Marrakech pendant huit ans, ainsi qu'ambassadeur du Maroc aux Émirats arabes unis.
Elle a effectué ses études dans des écoles de la mission française à Marrakech, avant de se rendre en France, pour intégrer l'université de Montpellier, où elle a suivi un cursus en droit, puisque fortement influencée par son père, avocat de profession lui aussi,.
Fatima Zahra El Mansouri est mariée avec Choukri Berrada. Ensemble, ils ont deux enfants : Yasmina et Abdelaziz Berrada

### Carrière
Elle rejoint le cabinet Naciri à Casablanca avant de lancer son propre cabinet, spécialisé dans les transactions commerciales et immobilières.
Elle a commencé sa carrière politique comme conseillère municipale pour le Parti authenticité et modernité (PAM). 
Le 23 juin 2009, elle est élue maire de la ville de Marrakech, lors des élections communales, sous les couleurs du PAM. C'est la deuxième femme dans l'histoire du Maroc à présider le conseil municipal d'une grande ville marocaine, après Asmaa Chaâbi, qui avait dirigé la mairie d'Essaouira. 

### Maire de Marrakech

#### Élections
Au Maroc, les maires sont choisis parmi les membres élus du conseil municipal, qui élisent à leur tour l'un des leurs à ce poste. Fatima Zahra Mansouri remporte un siège au conseil municipal lors des élections disputées en 2009, avant d'être élue maire de la « ville ocre ».
Une fuite de télégrammes diplomatiques américains a rapporté que le palais a fait pression sur les partis politiques, afin d'élire des membres du parti sympathisant du roi.
Elle est élue maire de la ville sous l'égide du PAM, le 22 juin 2009, par 54 voix contre 35, pour son rival, Omar Jazouli, son prédécesseur sortant du parti de l'Union constitutionnelle.
Le mois suivant, en juillet 2009, un tribunal judiciaire annule l'élection de Fatima-Zahra Mansouri, sur preuve de fraude présentée par des partis concurrents. Après le dépôt d'une plainte par le Front des forces démocratiques (FFD), le tribunal a estimé que les bulletins de vote avaient été envoyés plus tôt et que certains relevés de votes avaient été détruits. Le PAM a appelé à une grève de 48 heures afin de protester contre cette décision. Thami Khyari, de la FDF, affirme que la plainte visait le processus électoral, et non Fatima-Zahra Mansouri en particulier. En septembre 2009, la cour d'appel de Marrakech annule la décision de la justice antérieure et déclare que l'élection est valide. Le juge qui avait invalidé les élections, Jaafar Hassoun, a par la suite été limogé et exclu du système judiciaire. Une décision du ministre de la Justice, Mohamed Naciri, a même interdit à Jaafar Hassoun d'exercer sa profession d'avocat.
Certains observateurs ont estimé qu'il s'agissait d'un exemple de l'action de Fouad Ali El Himma, « imposant sa volonté sur le pouvoir judiciaire ».

### Ministre de l’Aménagement du territoire national, de l’Urbanisme, de l’Habitat et de la Politique de la ville
Le 7 octobre 2021, Mohammed VI la nomme au poste de ministre de l’Aménagement du territoire national, de l’Urbanisme, de l’Habitat et de la Politique de la ville du Maroc dans le gouvernement Akhannouch. 

### Présidence du PAM
Le 10 février 2024, elle est élue lors de la deuxième journée du 5e congrès national comme cheffe du parti au sein d'une direction collégiale tricéphale, aux côtés de Mohamed Mehdi Bensaid et Salaheddine Abou El Ghali. La direction tripartite du secrétariat général du parti décide de choisir Fatima Ezzahra El Mansouri comme coordinatrice nationale de ladite direction auprès des institutions officielles.

## Prix et reconnaissances
En 2014, le magazine Forbes la classe à la tête des 20 jeunes femmes les plus influentes d'Afrique.